# River Oaks, Houston

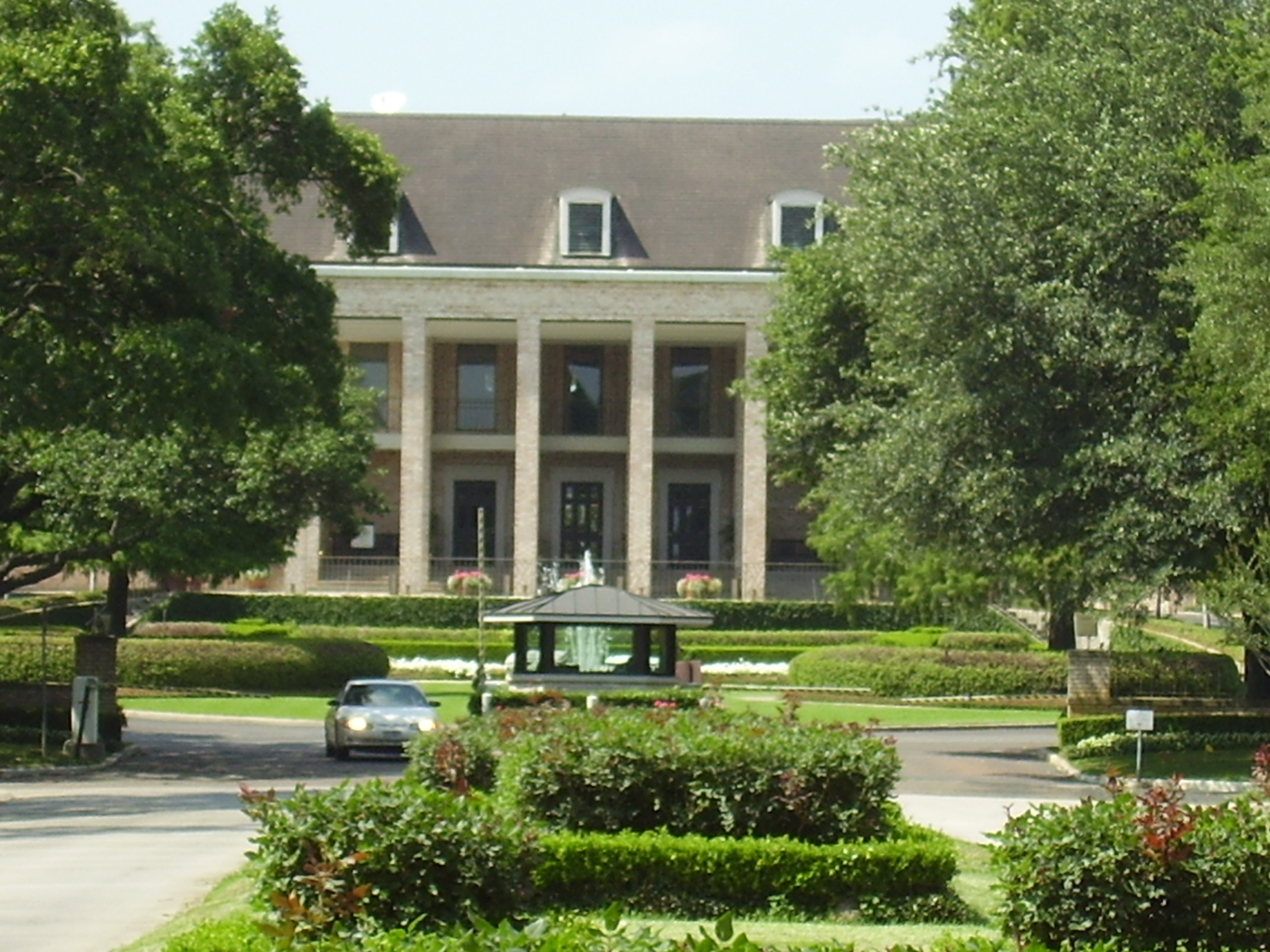
River Oaks Country Club

River Oaks este o comunitate bogată situată în centrul geografic al Houston, Texas, Statele Unite ale Americii. Localizată între 610 Loop, Downtown Houston și Uptown, comunitatea se întinde pe 450 ha. Înființată în 1920 de către frații William și Michael Hogg, comunitatea a devenit un model bine-mediatizat național pentru planificarea comunității. River Oaks este considerată a fi una dintre cele mai bogate comunități din Texas și unii dintre cei mai bogați rezidenți din Statele Unite. Proprietățile au valori între 1 milion de dolari și 20 de milioane de dolari.
În această comunitate este localizat River Oaks Country Club, care include un teren de golf, care a fost proiectat de arhitectul Donald Ross.